# Fusulinoidea
Fusulinoidea, tradicionalmente denominada Fusulinacea, es una superfamilia de foraminíferos del suborden Fusulinina y del orden Fusulinida. Su rango cronoestratigráfico abarca desde el Givetiense (Devónico medio) hasta el Djulfiense (Pérmico superior). Si Fusulinoidea se restringe tan solo a la familia Fusulinidae, abarcaría desde el Moscoviense (Carbonífero inferior) hasta el Murgabiense (Pérmico superior).

## Clasificación
Fusulinoidea incluye a las siguientes familias:
- Familia Loeblichiidae
- Familia Ozawainellidae
- Familia Schubertellidae
- Familia Fusulinidae
- Familia Schwagerinidae
- Familia Staffellidae
- Familia Verbeekinidae
- Familia Neoschwagerinidae

Clasificaciones más recientes han elevado la mayor parte de estas familias a la categoría de superfamilia:
- Superfamilia Loeblichioidea, reasignada al orden Endothyrida
- Superfamilia Ozawainelloidea
- Superfamilia Schubertelloidea
- Superfamilia Fusulinoidea s.s., restringida solo a la familia Fusulinidae
- Superfamilia Schwagerinoidea
- Superfamilia Staffelloidea
- Superfamilia Neoschwagerinoidea, que incluye a las anteriormente citadas familias Verbeekinidae y Neoschwagerinidae